# 名古屋市住宅供給公社
名古屋市住宅供給公社（なごやしじゅうたくきょうきゅうこうしゃ）は、愛知県名古屋市西区に所在する地方住宅供給公社。分譲住宅事業、公社賃貸住宅等事業、市営住宅受託事業、分譲住宅などの管理及びリフォーム事業の4つとなっている。

## 概要
第二次世界大戦（太平洋戦争）後における住宅難に際し、1948年（昭和23年）に財団法人名古屋市住宅建設社として成立した。4年後の1952年（昭和27年）には財団法人名古屋市住宅供給公社へ改組された。
1965年（昭和40年）の地方住宅供給公社法公布により、同年11月に名古屋市住宅供給公社へ改組された。業務拡大に伴い、1972年（昭和47年）には公社営繕部門を財団法人名古屋市住宅管理公社として独立させた。これはのちの1999年（平成11年）に再び名古屋市住宅供給公社に統合された。